# Санта-Мария-делле-Грацие-а-Виа-Трионфале (титулярная церковь)
Титулярная церковь Санта-Мария-делле-Грацие-а-Виа-Трионфале (лат. Titulus Sanctae Mariae Gratiarum ad viam Triumphalem) — титулярная церковь была создана Папой Иоанном Павлом II в 1985 года. Титул принадлежит церкви Санта-Мария-делле-Грацие-а-Виа-Трионфале, расположенной в квартале Рима Трионфале, на пьяцца Санта-Мария-делле-Грацие.

## Список кардиналов-священников титулярной церкви Санта-Мария-делле-Грацие-а-Виа-Трионфале
- Сильвано Пьованелли, (25 мая 1985 — 9 июля 2016, до смерти);
- Джозеф Уильям Тобин, C.SS.R. (19 ноября 2016 — по настоящее время).